# Frank Bonsall
Frank Bonsall   (Crouch End, 31 de març de 1920 - Harrogate, 22 de febrer de 2011) va ser un matemàtic britànic.

## Vida i obra
Bonsall va començar el 1938 els estudis universitaris al Merton College (Oxford), però el 1940 els va veure interromputs per la Segona Guerra Mundial. Fins al 1946 va servir en els Royal Engineers, els últims dos anys a l'Índia verificant el material militar sota condicions de jungla. El 1947 es va graduar a la universitat d'Oxford i, enlloc de començar el període de recerca amb Henry Whitehead, va preferir acceptar una plaça docent a la universitat d'Edimburg, ja que s'havia casat recentment i tenia obligacions familiars. Des de 1948 fins a 1965 va ser professor a la universitat de Newcastle i, a partir de 1965, a la universitat d'Edimburg, fins que es va retirar el 1984.
Tot i que els seus primers treballs van ser en anàlisi matemàtica clàssica, Bonsall va ser un líder en la recerca en el camp de l'anàlisi funcional. Va publicar un influent llibre sobre el tema, Complete Normed Algebras (1973) i una trentena d'articles científics d'alt nivell. Va ser radicalment contrari a acceptar les demostracions assistides per ordinador, afirmant que no es podia considerar correcte que una part de la demostració estigués amagada dins d'una caixa plena de càlculs.
A més de la seva activitat com matemàtic, Bonsall va ser un excursionista entusiasta, cosa que el va portar a establir una fórmula per determinar el temps necessari per anar entre els munros.